# Cascade Range

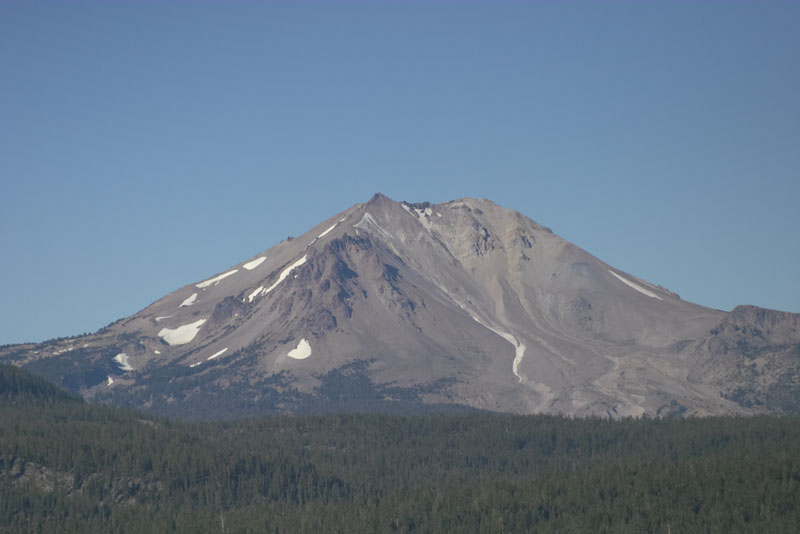
Lassen Peak in Californië

De Cascade Range, Cascadegebergte of de Cascades vormen een gebergte evenwijdig aan de westkust van de Verenigde Staten. Het gebergte bestaat uit brede, besneeuwde toppen met een vulkanische oorsprong. Veel van deze vulkanen zijn nog actief. Het gebied loopt van noord naar zuid vanaf Brits-Columbia door de Amerikaanse staten Washington en Oregon tot aan het Shasta Cascade-gebied in het noorden van Californië.
Het gebergte maakt deel uit van de Noord-Amerikaanse Cordillera, de gordel van gebergten die de westelijke rand van Noord-Amerika beslaat en waar ook bijvoorbeeld de Rocky Mountains of de Pacific Coast Ranges toe behoren. De vulkanen van de Cascades zijn onderdeel van de Ring van Vuur, het ringvormige gebied rondom de Grote Oceaan dat berucht is vanwege de aardbevingen en vulkaanuitbarstingen die er voorkomen. Uitbarstingen in de aaneengesloten staten van de VS (alle staten met uitzondering van Hawaï en Alaska) waren alle van de vulkanen in de Cascade Range. De twee grote uitbarstingen in de twintigste eeuw waren die van Lassen Peak in 1914 en Mount Saint Helens in 1980. In 2005 was er een kleine uitbarsting van Mount St. Helens.

## Geologie

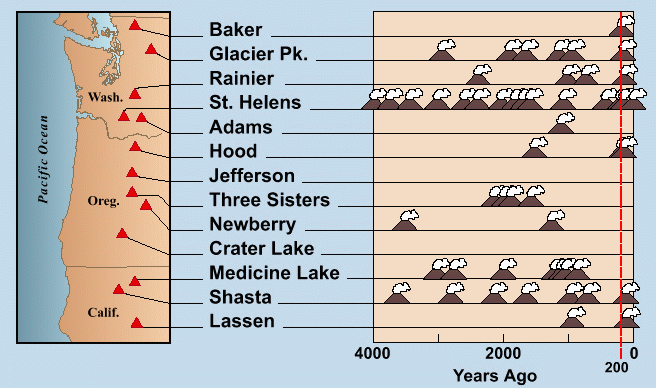
Uitbarstingen in het gebied in de afgelopen 4000 jaar, bijgewerkt tot circa 2005

De Cascade Range is net als de Sierra Nevada en de Pacific Coast Ranges ontstaan sinds het Oligoceen (ongeveer 30 miljoen jaar geleden), als gevolg van de plaatselijke platentektoniek. Het achterliggende proces is de subductie van de (oceanische) Farallonplaat onder de westelijke rand van Noord-Amerika. De oceanische plaat schuift onder de westkust van Noord-Amerika de mantel in en wordt daarbij opgewarmd, waardoor magma gevormd wordt. Dit magma stijgt op en veroorzaakt aan het aardoppervlak vulkanisme.
Over miljoenen jaren zijn er afwisselend perioden van relatieve rust en perioden van vulkanische activiteit geweest. Met de uitzondering van de uitbarsting van de afgelegen Lassen Peak in het Lassen Volcanic National Park in het noorden van Californië waren de vulkanen meer dan een eeuw rustig, tot 18 mei 1980. Op die datum kwam de weinig bekende Mount Saint Helens tot een uitbarsting. Geologen waren bang dat het een voorteken was van hernieuwde vulkanische activiteit in het gebied, zoals in de periode van 1800 tot 1857 toen er in totaal 8 uitbarstingen waren. Er zijn sindsdien echter geen uitbarstingen meer geweest.

## Geschiedenis
De inheemse volkeren van Amerika wonen al duizenden jaren in het gebied en hebben hun eigen mythologie rondom het gebergte. Volgens sommige verhalen werden Mount Baker, Mount Jefferson en Mount Shasta gebruikt om te schuilen tijdens een mythische zondvloed. Andere verhalen vertellen over hoe Mount Adams en Mount Hood oorlog voerden door met vuur en stenen naar elkaar te gooien. Mount Saint Helens, die voor de uitbarsting in 1980 een gracieuze uitstraling had, werd gezien als de mooie maagd waarvoor de twee streden. Verhalen over de berg Tahoma (later bekend als Mount Rainier) vertellen over grote verborgen grotten met slapende reuzen. Later zijn aan deze mythen verhalen over buitenaardse wezens en Bigfoot toegevoegd.

### Naamgeving en Kolonisatie
In het voorjaar van 1792 kwam de Britse zeevaarder George Vancouver het gebied in via de Puget Sound, en hij begon de bergen Engelse namen te geven. Hij gaf echter het gebied op zich geen naam.
In 1805 voer de expeditie van Lewis en Clark door de Cascade Range over de rivier de Columbia, die voor jaren de enige praktische manier was om door het gebied te reizen. De laatste obstakels op hun reis waren stroomversnellingen en watervallen in de Columbia River Gorge, de zogenaamde Cascades Rapids. Deze liggen nu in het Bonneville Dam reservoir. Het duurde niet lang voordat kolonisten en handelaars op de rivier de bergen nabij deze Rapids de naam "mountains by the cascades", ofwel "bergen bij de watervallen" gingen noemen. Dit werd later ingekort tot "Cascades", en zo kwam het gebied aan haar naam.
Kolonisatie en exploratie van het gebied door Europeanen en Amerikanen werd versneld toen de Hudson's Bay Company een belangrijke handelspost opende in Fort Vancouver, nabij het huidige Portland in Oregon. De pelsjagers van de Hudson's Bay Company gebruikten het fort als een basis voor de strooptocht, en ze waren de eerste niet-inheemsen die het zuidelijke kustgebergte ingingen via wat later de Siskiyou Trail werd genoemd. Zij breidden in de jaren tussen 1820 en 1830 dit pad uit met wegen die langs Crater Lake, Mount McLoughlin, Medicine Lake Vulkaan, Mount Shasta en Lassen Peak lopen.
Het heeft daarna nog jaren geduurd voordat er echt immigratie naar het gebied was, en alhoewel er tegenwoordig verschillende grote wegen en spoorwegen door het gebied lopen zijn grote delen van de Cascade Range nog steeds een onherbergzame wildernis. Een groot gedeelte van de noordelijke helft van de High Cascades, ten noorden van Mount Rainier, is tegenwoordig beschermd gebied.

### Wegenbouw
Rond 1845 trokken voor de eerste keer op grotere schaal kolonisten door de Cascade Range over de "Barlow Road". Deze weg vormde het laatste stuk van de Oregon Trail. Voordien was het voor kolonisten noodzakelijk om via de rivier (met de gevaarlijke watervallen) te reizen. De weg liep van Columbia naar Oregon City, en was aangelegd als een tolweg - $5 per wagen - maar desondanks erg populair.
Daarnaast werd de Applegate Trail aangelegd zodat kolonisten niet meer over de rivier hoefden. Dit pad gebruikt deel van de California Trail tot het midden van Nevada. Van daar leidde het pad noordwestelijk naar het noorden van Californië en uiteindelijk naar wat later Ashland genoemd is, in Oregon. Kolonisten konden dan vandaaruit de Siskiyou Trail volgen naar de Willamette Valley.

## Spoorlijn
De Great Northern Railroad legde een Transcontinentale spoorlijn aan van Saint Paul (Minnesota) naar Seattle en moest daarbij de Cascade Range passeren. De route door het gebergte heeft sinds de aanleg in 1893 een aantal varianten gekend. In eerste instantie lag er een zogenaamde zizaglijn de berg op en af. Dit betekende een grote lengte en een moeilijke passage van het gebergte. De spoorlijn lag een flink deel van het jaar onder een dik pak sneeuw wat de exploitatie van de lijn sterk bemoeilijkte. Om deze situatie te vergemakkelijken werd in 1909 de eerste Cascade Tunnel geopend met een lengte van 4.200 meter. De sneeuw bleef een probleem en op 1 maart 1910 werden 96 mensen gedood toen een lawine een trein raakte. Daarnaast bleken de uitlaatgassen van stoomlocomotieven een probleem.
Om de problemen op te lossen werd de huidige Cascade Tunnel met een lengte van 12,5 kilometer gebouwd tussen 1925 en 1929. De tunnel ligt 153 meter lager ten opzichte van de vorige tunnel en betekent dus dat treinen minder hoeven te klimmen.